# Redoute de Macou
La redoute de Macou ou redoute n°24 est une ancienne redoute faisant partie de l'enceinte de Condé-sur-l'Escaut et située dans cette même ville.

## Histoire
La redoute est construite à la fin du XVIIe siècle lors des travaux de modernisation de l'enceinte de Condé-sur-l'Escaut par Sébastien Le Prestre de Vauban. Elle est construite au nord de la ville sur le Petit Marais pour renforcer le front 18-19 et contrôler le chemin de Macou et la chaussée de Bon-Secours et ne se compose d'origine que d'une simple redoute rectangulaire revêtue. Elle est renforcée au cours de la première moitié du XVIIIe siècle d'un dehors non revêtu. L'ouvrage est aujourd'hui désaffecté, il est entouré par l'étang de Chabaud-Latour qui occupe l'ancien Petit Marais.